# 岩手県道224号八重畑小山田線
岩手県道224号八重畑小山田線（いわてけんどう224ごう やえはたおやまだせん）は、岩手県花巻市を通る一般県道である。

## 概要
花巻空港と遠野方面との短絡ルートとしての利用が多い。沿道には国土交通大臣認定の施設「岩手教習センター」がある。

### 路線データ
- 起点：花巻市石鳥谷町八重畑字荒屋（岩手県道214号羽黒堂二枚橋線交点）
- 終点：花巻市東和町前田（岩手県道43号盛岡大迫東和線交点）

## 地理

### 通過する自治体
- 花巻市

### 交差する道路
- 岩手県道214号羽黒堂二枚橋線（起点）
- 国道456号（花巻市石鳥谷町五大堂字鷲ノ巣）
- 岩手県道43号盛岡大迫東和線（終点）